# Sean Marquette
Sean Anthony Edward Rodriguez (Dallas, 30 de junho de 1988) é um ator e dublador norte-americano.
Marquette é filho de Patricia Helen "Tisha" e Jorge Luis "George" Rodriguez, um engenheiro nuclear.
Ele é o mais novo dos três irmãos Marquette (ele próprio, Chris Marquette e Eric Marquette), todos eles são artistas. Fez sua estreia como ator na televisão, na telenovela da ABC All My Children, em 1994, interpretando "Jamie Martin".
Participou do filme De repente 30, interpretando Matt Flamhaff quando jovem, atuando ao lado de Christa B. Allen, que interpretou Jenna Rink jovem (personagem vivida por Jennifer Garner.

## Prêmios e indicações
| Prêmios | Prêmios   | Prêmios             | Prêmios                       | Prêmios         |
| Ano     | Resultado | Premiação           | Categoria                     | Título          |
| ------- | --------- | ------------------- | ----------------------------- | --------------- |
| 1998    | Indicado  | YoungStar Awards    | Melhor Jovem Ator             | All My Children |
| 2003    | Indicado  | Young Artist Awards | Melhor Jovem Ator Coadjuvante | Hidden Hills    |